# Tòa nhà Baden-Powell
Tòa nhà Baden-Powell (Baden-Powell House) là một nhà khách Hướng đạo và trung tâm hội nghị tại Nam Kensington, London, được xây dựng để tưởng niệm Robert Baden-Powell, người sáng lập ra phong trào Hướng đạo. Tòa nhà do Hội Hướng đạo làm chủ có trưng bày một bộ sưu tầm các vật tưởng niệm về Baden-Powell. Chúng gồm có tranh vẽ gốc hình Baden-Powell của David Jagger, Thông điệp cuối cùng của Baden-Powell gởi đến Hướng đạo sinh, và một tượng đá granit của Don Potter.
Ủy ban tòa nhà do Harold Gillett, thị trưởng London làm chủ tịch, đã mua khu đất này vào năm 1956, và ủy nhiệm Ralph Tubbs thiết kế tòa nhà theo kiểu kiến trúc hiện đại. Viên đá khởi công được Nữ Hướng đạo trưởng Olave Baden-Powell đặt năm 1959, và tòa nhà được Nữ hoàng Elizabeth II khánh thành vào năm 1961. Phong trào Hướng đạo góp phần lớn tổng phí 400.000 bảng Anh. Nhiều năm sau, tòa nhà đã được tu sửa vài lần để nó có thể cung ứng dịch vụ nghỉ ngơi tiện nghi và hiện đại cho Hướng đạo sinh, Nữ Hướng đạo sinh và gia đình của họ ở lại tại London.

## Lịch sử
Theo sáng kiến năm 1942 của Hướng đạo trưởng Arthur Somers-Cocks, một Ủy ban đặc trách Tòa nhà Baden-Powell đã được thiết lập bởi Hội Hướng đạo năm 1953 dưới sự dẫn dắt của Harold Gillett, sau này là thị trưởng của thành phố London. Chỉ thị của ủy ban là xây một ký túc xá để cung cấp cho các Hướng đạo sinh một nơi ở với giá phải chăng trong lúc viếng thăm London. Vì mục đích này, năm 1956 ủy ban mua một tòa nhà đã bị bom phá hủy ở ngã tư Đường Cromwell và Cổng Nữ hoàng với giá là 39.000 bảng Anh.
Phong trào Hướng đạo đã quyên góp được phần lớn tiền quỹ 400.000 bảng Anh cho việc xây dựng và trang bị cho tòa nhà giữa năm 1957 và 1959. Số tiền được quyên góp qua các cuộc vận động kêu gọi công chúng được đăng trên các xuất bản của các tạp chí Hướng đạo.
Trong một buổi lễ ngày 17 tháng 10 năm 1959, viên đá nền đã được Nữ Hướng đạo trưởng Thế giới là Olave Baden-Powell đặt xuống trong sự hiện diện của thị trưởng Harold Gillett, tân Hướng đạo trưởng Charles Maclean và 400 quan khách. Một hòm có chứa vật lưu niệm của Hướng đạo năm 1959, các con tem, tiền xu, hình ảnh,..., và một chương trình về buổi lễ đặt viên đá nền được chôn dưới viên đá nền.
Với 142 Hướng đạo sinh Nữ hoàng trong vai trò Đội Danh dự, và trực tiếp phát sóng qua Đài BBC (phát thanh viên là Richard Dimbleby), Tòa nhà Baden-Powell được Nữ hoàng Elezaberth II khai mạc vào ngày 12 tháng 7 năm 1961. Sau đó, Nữ hoàng tham quan tòa nhà cùng với Hướng đạo trưởng và chủ tịch Hội Hướng đạo là chú của bà Hoàn tử Henry, Công tước xứ Gloucester. Một tấm đá hoa cương đen có chữ vàng đã được đặt nơi ban công trong đại sảnh để chào mừng sự kiện này.